# Joseph Drysdale
Joseph Norman Drysdale (2 de julio de 1833, Dunbar, Handdington, Escocia - 1922, Buenos Aires, Argentina), escocés nacionalizado argentino, fue uno de los principales inversores, junto con Eduardo Casey y Nelson, en la creación de pueblos y localidades para el desarrollo de inmigrantes en Argentina.

## Colonización de zonas de la pampa Argentina
Parte de las tierras colonizadas fueron en la localidad de Drysdale, Winifreda, 9 de julio, donde tuvo su estancia llamada San Juan, de seis leguas, adquirida al gobierno nacional el 22 y 23 de julio de 1872; Carlos Casares, Nueva Escocia, y treinta y seis leguas cuadradas en La Pampa y sur de la provincia de Buenos Aires, Bahía Blanca.

## Desarrollo para la inmigración: la tierra y la creación de pueblos
Juan Drysdale, sobrino de Tomás Drysdale, gracias a su amistad con el general Roca (ya que frecuentaban las mismas entidades sociopolíticas y culturales), se benefició en 1872 con 15 leguas de campos fiscales en el partido de 9 de Julio al exterior de la línea de frontera. Es válido decir que ya en el censo nacional de 1869 José Drysdale se identifica como estanciero en el partido de Chacabuco y que Tomás es fundador de la Sociedad Rural Argentina (SRA). Juan Drysdale nació en Escocia, el 2 de julio de 1833. Al quedar huérfano viajó con su tío Tomás Drysdale y su primo José, a la Argentina. Era el año 1848 y tenía 15 años.
Según las investigaciones históricas realizadas por el presbítero Julio Vicario, el 5 de febrero de 1872 Alfonso Godoy se presentó al Superior Gobierno de la Provincia de Buenos Aires acompañando el testimonio de concesión de un terreno de propiedad pública ubicado en el Partido de 9 de Julio, al exterior de la línea de frontera, compuesto de tres leguas cuadradas, otorgado a su favor el 15 de noviembre de 1870, ante el escribano Alejandro Araujo, exponiendo que habiendo transferido sus derechos al mencionado terreno a Carlos Rodríguez, solicitaba le fuera admitida esta transferencia.
Esa solicitud se aceptó favorablemente, presentándose luego Carlos Rodríguez pidiendo que se traspasen sus derechos a Juan Drysdale.
El 22 de julio de 1872, el gobernador Mariano Acosta aprobó la venta a favor de Juan Drysdale, del terreno compuesto de 8099 hs. 52 as. 48 cs. En el campo de Drysdale existía entonces una laguna, conocida con el nombre de Laguna de los Guanacos, con el que se designó a este paraje que fue el primer asentamiento humano en la posterior jurisdicción del Partido de Pehuajó.
En 1876, Juan Drysdale encomendó al agrimensor Thamm la partición en tres fracciones de las 15 leguas de campos. Dos de ellas cedió a su tío Tomás y a su primo José, quedándose con una que construiría la Estancia San Juan. La fracción de su primo José se convirtió en la Estancia Nueva Escocia y la de su tío Tomás en Estancia Santo Tomás (en el actual partido de Carlos Casares).

## Fundación de la localidad Winifreda
Juan Drysdale adquirió títulos de propiedad que adjudicó la Nación y tomó posesión de las tierras en 1886. Al fallecer, siete años después, los títulos fueron heredados por su hijo Joseph Drysdale, llamado como su abuelo Joseph Norman, quien una vez instalado el ferrocarril decidió alquilar las tierras mediante contratos precarios.
Paralelamente se producía el trazado del pueblo, que se llamó Winifreda por ser Winifred el nombre de una hija de Joseph Drysdale. Winifreda se encuentra ubicada a escasos 42 kilómetros al norte de Santa Rosa, sobre la ruta nacional 35, Winifreda tiene casi 3000 habitantes, 550 de ellos asentados en su extensa zona rural.
La población creció sobre campos que hasta 1879 integraron el territorio conocido como Luán Mapú ("las tierras del guanaco"), en dominios del cacique Pincén, y cerca de Luan Lauquen (laguna de El Guanaco). Aunque Winifreda no reconoce a un único fundador, los pobladores más antiguos recuerdan a David Lerman como el pionero que más trabajó para conformar la comunidad.
Los primeros tiempos fueron muy duros para los que llegaron a estos campos medanosos, en donde el inconveniente más serio era la falta de agua y de vías de comunicación. Pasarían 35 años hasta que el ferrocarril llegara y Colonia Drysdale se transformara en población, el 3 de abril de 1915.

## Colonización del pueblo de San Bernardo y construcción de la estación ferroviaria guanaco
Por una ley del mes de agosto de 1871 se autorizó al Poder Ejecutivo de la Provincia de Buenos Aires a reservar lotes de 16 leguas cuadradas, en los lugares que estimara conveniente, para la fundación de pueblo y ejidos. En noviembre de ese año el gobernador Emilio Castro suscribió un decreto haciendo la correspondiente reserva en el paraje “Las Mellizas” ubicado en el extenso partido de Nueve de Julio creado en 1863 por el Coronel Julio Vedia en el avance de la frontera Oeste.
Tal medida determinó el asentamiento de nuestros primeros pobladores y la creación posterior de grandes y medianos establecimientos rurales, entre ellos el del activo ganadero Don Bernardo Garat. Este provino del norte de la provincia, desde los pagos de la antigua Cañada de la Cruz, en una carreta y estuvo a punto de ahogarse al atravesar el río. Lo salvó providencialmente cuando ya lo arrastraba la corriente, su acompañante Don Remigio Gómez, un gaucho de nacionalidad uruguaya, que murió en el pueblo San Esteban, estación Chiclana.
En 1881 adquirió una legua de campo al sur de las tierras adquiridas por Juan Drysdale nueve años antes. El matrimonio Bernardo Garat – María Osquiguil se estableció en su estancia de “El Porvenir” en 1882, donde funcionó la posta “El Canario” de la galera de un empresario de apellido Díaz que circulaba entre 9 de Julio y Trenque Lauquen.
El 3 de enero de 1889, ante el escribano Rodríguez Brizuela, José Drysdale donó a la empresa del ferrocarril 26 metros de ancho para vía y 250 metros de ancho para la estación “Guanaco”, nombre que se puso a la estación por pedido expreso de Drysdale.
El 23 de julio de 1889 quedó inaugurado el tramo Casares – Guanaco de la línea Oeste. La estación era en realidad un simple apeadero y estaba ubicada en la entrada de la Estancia Nueva Escocia de José Drysdale. A partir del paso del ferrocarril en 1889, Bernardo Garat proyectó y llevó a la práctica el trazado de un pueblo en sus tierras, al sudoeste de la estación Guanaco. Se encargó luego al agrimensor Thamm la concreción del plano de un pueblo que se denominaría San Bernardo. En 1895 a la altura del km. 336.207 en terrenos donados por Bernardo Garat se construyó nuevamente la estación.
El martillero José Arias procedió a rematar solares y quintas: “el domingo 14 de marzo de 1897 a las 1 p.m. y después de una abundante carne con cuero que se servirá a la concurrencia, procederé a vender en subasta pública, sin base, 36 manzanas, con 12 solares cada una y 8 quintas con una superficie de 10.000 metros cuadrados…”. Por lo tanto se toma como fecha de fundación del pueblo de San Bernardo el mismo día del remate, 14 de marzo de 1897, y fundación de la estación Guanaco, fecha de apertura del ramal Casares – Guanaco, el 23 de julio de 1889.

## Otros datos
Joseph Norman Drysdale fue además presidente del donación para la creaciónen el año 1920, y también realizóArchivado el 3 de agosto de 2010 en Wayback Machine. del Hospital Británico en Buenos Aires, entre otros lugares como hogares de caridad y para huérfanos, y estaciones ferroviarias.
Juan y José Drysdale, junto con Tomás desarrollaron unas de las compañías comerciales de productos agrícolas más prestigiosas de aquel momento en América Latina.